# Сет Гейбл
Сет Гейбл (англ. Seth Gabel; нар. 3 жовтня 1981, Голлівуд, Флорида, США) — американський актор, відомий роллю преподобного Коттона Мезера в телесеріалі «Салем».

## Біографія
Сет Гейбл народився в Голлівуді, Флорида, США. Він виріс під прізвищем Косентіно, яке він отримав від вітчима. Останній і запропонував Сету змінити прізвище, бо на його думку, італійське прізвище не підходило його сину, який за походженням був польським євреєм. Сет взяв собі прізвище Гейбл, це було дошлюбне прізвище його бабусі. Актор Мартін Габел був його двоюрідним дідом. Сета виховували в юдейській вірі.
За порадою друга Джоша Ґада в одинадцять Сет відвідав табір з вивченням акторської майстерності. Вищу освіту здобув в Нью-Йоркському університеті.

## Кар'єра
У 1999 з'явився вперше в серіалі «Нерозгадані таємниці», а наступного року —у фільмі «Ловелас». Помітну роль актор виконав у 2004, знявшись у серіалі «Частини тіла». У мильній опері «Брудні мокрі гроші», яка транслювалась на каналі ABC, Сет виконував роль Джеремі Дарлінга з 2007 по 2009. Потім Гейбл приєднався до акторського складу другого сезоні науково-фантастичного серіалу «Межа». Його роль — агент Лінкольн Лі відділу з паралельного всесвіту. У серіалі «Салем» йому дісталась роль мисливця на відьом Коттона Мезера.
У травні 2017 стало відомо, що Сет Гейбл буде виконувати роль найкращого друга Альберта Ейнштейна Майкла Бессо в серіалі «Геній» каналу Nat Geo.

## Особисте життя
З майбутньою дружиною Брайс Даллас Говард Сет познайомився в університеті. У 2006 вони побралися. 16 лютого 2007 у пари народився син Теодор Норман Говард-Гейбл. У січні 2012 з'явилася на світ їхня донька Беатрис Джин Говард-Гейбл.

## Фільмографія
| Рік       |    | Українська назва                    | Оригінальна назва                 | Роль                    |
| --------- | -- | ----------------------------------- | --------------------------------- | ----------------------- |
| 1999      | с  | Нерозгадані таємниці                | Unsolved Mysteries                | свідок                  |
| 2000      | ф  | Ловелас                             | Tadpole                           | Майк                    |
| 2002      | с  | Центральна вулиця, 100              | 100 Centre Street                 | Джеймс Басс             |
| 2002      | с  | Секс і Місто                        | Sex and the City                  | моряк                   |
| 2003      | с  |                                     | The Lyon's Den                    | Бо Ван Гешши            |
| 2004      | с  | Жіноча бригада                      | The Division                      | Михайло Омінськи        |
| 2004      | с  | Частини тіла                        | Nip/Tuck                          | Адріан Мур              |
| 2004—2010 | с  | CSI: Місце злочину                  | CSI: Crime Scene Investigation    | Ларрі Колтон/Гевін Лейн |
| 2005      | с  | Закон і порядок: Спеціальний корпус | Law & Order: Special Victims Unit | Гарретт Перл            |
| 2005      | с  | Нишпорка                            | The Closer                        | Микола Кослов           |
| 2006      | тф |                                     | Beyond                            | Девід Вульман           |
| 2006      | ф  | Код да Вінчі                        | The Da Vinci Code                 | Майкл                   |
| 2007—2009 | с  | Брудні мокрі гроші                  | Dirty Sexy Money                  | Джеремі Дарлінг         |
| 2008      | ф  | Красень                             | Good Dick                         | чоловік                 |
| 2009      | кф | Джеррі                              | Jerry                             | Друг Джеррі             |
| 2010      | с  | Така різна Тара                     | United States of Tara             | Зак                     |
| 2010      | ф  | Джона Гекс                          | Jonah Hex                         | радник                  |
| 2010—2013 | с  | Межа                                | Fringe                            | Лінкольн Лі             |
| 2011      | ф  | Відвези мене додому                 | Take Me Home Tonight              | Брент                   |
| 2012      | ф  |                                     | Recalled                          | Денні Сефтон            |
| 2013      | тф |                                     | Gothica                           | Родерік Ашер            |
| 2013      | с  | Айронсайд                           | Ironside                          | Бадді Ровнер            |
| 2013      | с  | Стріла                              | Arrow                             | граф                    |
| 2014      | кф | Обійми                              | The Hug                           | Раян                    |
| 2014      | кф |                                     | Cupid Carries a Gun               |                         |
| 2014—2017 | с  | Салем                               | Salem                             | Коттон Мезер            |
| 2015      | кф | Споріднена душа                     | Solemates                         | чоловік                 |
| 2015      | ф  | Назавжди                            | Forever                           | Люк                     |
| 2015—2016 | с  | Американська історія жаху: Готель   | American Horror Story: Hotel      | Джеффрі Дамер           |
| 2016      | кф |                                     | St. Jude's Crossing               | Майкл                   |
| 2017      | с  | Геній                               | Genius                            | Мішель Бессо            |